# 陳加玲
陳加玲（英語：Charine Chan Ka Ling， 1967年11月17日—），原名陳嘉玲，祖籍海南；是香港1980年代至90年代初的演員。她於1980年代起用「陳加玲」為藝名，轉到幕後之後改用現時的真名「陳思行」從事電影製作工作。

## 背景
陳加玲原名陳嘉玲，其名字由母親所改，靈感源於母親是女演員嘉玲的影迷。陳加玲早年居住在荃灣區梨木樹邨9座，上有1姊1兄。其中大姊為香港演員及歌手陳秀雯，前姐夫為林國雄。陳加玲就讀梨木樹邨內的小學，繼而升讀保祿六世書院。但尚未完成初中學業已被開除學籍，而後轉往另一間中學修畢高中課程，為1985年中五會考生。
她於1984年參加無綫電視第3屆新秀歌唱大賽，終以15強止步，並因而獲得廣告商青睞而開始拍攝廣告。後來新藝城於1985年開拍《開心鬼放暑假》，導演高志森從廣告中留意到當時仍是學生的陳加玲，因為認為她的形象合適，於是通過廣告公司介紹接觸她，並獲黃百鳴發掘成為演出一員。由此，陳加玲於電影《開心鬼》擔綱演出而加入娛樂圈，與羅明珠、袁潔瑩、李麗珍、羅美薇、柏安妮組成《開心少女組》（其中傅明憲在開拍前脫隊）。和接拍無綫劇集。
1994年，陳加玲作新嘗試，在描述陳耀興一生的三級電影《醉生夢死之灣仔之虎》中，除了參與演出之外，還擔任導演一職（沒有掛名）。2018年，沿用現時真名陳思行執導電影《宇宙有愛浪漫同遊》，於3月2日中國大陸上映。她現已退居幕後，任出品人兼導演。

## 電影作品
以香港當地原始片名為主：
| 電影名稱           | 發行年份 | 飾演角色 |
| ------------------ | -------- | -------- |
| 開心樂園           | 1985     | 蠢珠玲   |
| 飛虎奇兵           | 1985     |          |
| 開心鬼放暑假       | 1985     | 姚瓊     |
| 開心鬼撞鬼         | 1986     | 姚瓊     |
| 飛躍羚羊           | 1986     |          |
| 天靈靈地靈靈       | 1986     | CiCi     |
| 開心勿語           | 1987     | 梅三香   |
| 富貴逼人           | 1987     | 阿玲     |
| 女子監獄           | 1988     | 小敏     |
| 婚外情             | 1988     |          |
| 我未成年           | 1989     | 無腦     |
| 飛越危牆           | 1989     |          |
| 火舞儷人           | 1989     |          |
| 龍鳳茶樓           | 1990     |          |
| 開心鬼救開心鬼     | 1990     | 客串     |
| 富貴兵團           | 1990     |          |
| 中環英雄           | 1991     | 紅衫客   |
| 聊齋艷譚續集五通神 | 1991     | 方玉印   |
| 猛鬼狐狸精         | 1991     |          |
| 黃飛鴻笑傳         | 1992     |          |
| 積奇瑪莉           | 1992     |          |
| 千王情人           | 1993     |          |
| 紋身女郎           | 1993     |          |
| 武俠七公主         | 1993     |          |
| 玫瑰玫瑰我愛你     | 1993     |          |
| 神龍賭聖之旗開得勝 | 1994     |          |
| 醉生夢死的灣仔之虎 | 1994     | 芬       |
| 三個相愛的少年     | 1994     |          |
| 富貴人間           | 1995     |          |

## 電視作品
- 1992 《廉政行動—玩火的人》
- 1994 《射雕英雄傳之南帝北丐》 〔飾-劉瑛姑〕

## 外部連結
- 陳加玲在香港影庫上的簡介
- 陳加玲的新浪微博